# Fugnitz (Fluss)
Die Fugnitz ist ein rechter Nebenfluss der Thaya im nordöstlichen Waldviertel (Niederösterreich).
Die Fugnitz hat ihre Quelle zwischen Purgstall und Dallein (Katastralgemeinden von Geras im Bezirk Horn) und mündet in Hardegg in die Thaya. Auf ihrem Weg durchquert sie auch den Ort Fugnitz und den Fugnitzwald.
Der Name Fugnitz kann von slawischen bukovnica hergeleitet werden und verweist auf einen Fluss, an dessen Ufern Buchen wachsen.
Der wegen seiner geringen Größe auch Fugnitzbach genannte Fluss besitzt ein Einzugsgebiet von ungefähr 137 Quadratkilometern.
Ein schweres Unwetter im Einzugsgebiet ließ am 30. Juni 2006 die Fugnitz in kurzer Zeit stark ansteigen. Der Bahndamm der Lokalbahn Retz–Drosendorf wurde von der Flutwelle so unterspült, dass der Zugsverkehr des so genannten Reblaus-Express nach Drosendorf vorübergehend eingestellt werden musste und eine Straßenbrücke im Zuge der Thayatal Straße (B 30) ebenfalls beschädigt wurde. Zu schweren Verwüstungen kam es auch in Hardegg.
Über das Wasserkraftwerk, das sich zwischen Heufurth und Hardegg im sogenannten Rosental befand und von der Fugnitz angetrieben wurde, sind kaum Unterlagen auffindbar. Laut Angaben der Gemeinde Mallersbach wurde das Kraftwerk 1920 errichtet und 1921 in Betrieb genommen und versorgte 16 umliegende Ortschaften, bis 1945 von der einmarschierenden Sowjetarmee zerstört wurde. Bauliche Reste wie eine betonierte Rohrbrücke, der Triebwasserstollen (ein Freispiegelstollen) sowie die betonierte Druckrohrleitung und Fundamente des Kraftwerksgebäudes sind immer noch im Wald zu finden.
In den Beneš-Memoranden zur Pariser Friedenskonferenz 1919/1920 (Memorandum Nr. 10: Probleme der Berichtigung der Tschechoslowakischen und Deutsch-Österreichischen Grenzen) wurde unter anderem die Forderung nach einer Grenzkorrektur im Raum südlich von Frain an der Thaya erhoben. Wäre diese Forderung erfüllt worden, so wären Hardegg an der Thaya, Merkersdorf und das Schloss Karlslust zur Tschechoslowakischen Republik gekommen und die Fugnitz teilweise zum Grenzfluss geworden.